# 70718 HEAF
70718 HEAF este un asteroid din centura principală de asteroizi.

## Descriere
70718 HEAF este un asteroid din centura principală de asteroizi. A fost descoperit pe 31 octombrie 1999 în cadrul proiectului CSS. Asteroidul prezintă o orbită caracterizată de o semiaxă mare de 2,59 ua, o excentricitate de 0,23 și o înclinație de 11,9° în raport cu ecliptica.